# 아이베쓰정
아이베쓰정(일본어: 愛別町)은 일본 홋카이도 가미카와 지방 중부 가미카와군에 있는 정이다. 버섯 생산지로 유명하다.
이름은 아이누어의 ‘아이펫’(화살 혹은 가시·강)에서 유래된 것으로 여겨지며 토지의 경사가 급하기 때문에 흐름이 화살과 같이 빠른 강(아이베쓰강)이 있어 그 강의 이름이 정명이 되었다는 설이 있다. 그러나 아이베쓰강은 그 정도로 급류는 아니고, 또 아이누어의 ‘아이’(アイ)는 가시가 있다는 점에서 쐐기풀도 가리키므로 그 의미가 ‘쐐기풀·강’(イラクサ・川), 즉 ‘화살의 원료가 되는 나무가 있는 강’이라는 설도 있다.

## 지리
가미카와 분지의 북동단, 이시카리강과 아이베쓰강의 합류점에 있다.

### 인접한 자치체
- 가미카와 종합진흥국
  - 시베쓰시
  - 가미카와군 가미카와정, 도마정, 핏푸정

## 역사
- 1895년 - 와카야마현, 기후현, 아이치현에서 179가구가 이주하였다.
- 1897년 - 다카스촌(현 다카스정)에서 분리되어 아이베쓰촌이 탄생하였다.
- 1924년 - 아이베쓰촌에서 가미카와촌(현 가미카와정)이 분리되었다.
- 1961년 - 정으로 승격해 아이베쓰정이 되었다.

## 경제
벼농사가 주요하지만 1972년부터 시작된 버섯 재배도 아이베쓰정 농업의 기둥이 되고 있다. 현재는 홋카이도 생산량의 4분의 3을 차지하여 ‘버섯의 마을’로 알려져 있다. 면적의 80%가 산림으로, 임업·목공업도 활발하다.

## 교통

### 공항
- 아이베쓰 비행장

### 철도
- 홋카이도 여객철도 세키호쿠 본선

### 도로
- 아사히카와몬베쓰 자동차도
- 국도 39호선